# Jan Jindřich Turba
Jan Jindřich rytíř z Turby (německy Johann Heinrich, Ritter von Turba, 26. října 1650, Milhostov – 1. ledna 1704, Praha) byl český šlechtic, právník, rektor Univerzity Karlovy a kancléř Řádu maltézských rytířů.

## Život
Narodil se v Milhostově Jeho otcem byl Filip Jakub Turba, jeho manželkou byla Marie Veronika, rozená Hellfeylerová, s níž měl syna Jana Františka.
V roce 1694 Jan Jindřich zakoupil uprázdněný Musconský palác v Karmelitské ulici. V té době byl čelní trakt domu dvoupatrový, dvorní křídla byla jednopatrová a první patro zadního křídla bylo propojeno s domem na Maltézském náměstí (čp. 479, tzv. Malý Musconský dům). V roce 1787 objekt zdědil jeho syn František Xaver Turba, který ho prodal Janu Baptistu Procházkovi, načež byla obě stavení opět oddělena.
| Předchůdce: Jan Dubský Kašpar Knittel | Znak z doby nástupu | Rektor Univerzity Karlovy Jan Jindřich Turba 1696–97 (první období) 1701 (druhé období) (Ferdinandova univerzita u sv. Klimenta v letech 1638–1881) | Znak z doby konce vlády | Nástupce: Ferdinand Rudolf Waldthauser Tomáš Schmidl |